# Jean François Halfhide
Jean François Halfhide (Paramaribo, 13 juni 1793 - aldaar, 11 april 1854) was een Surinaamse meestermolenmaker en -timmerman. Hij was de bouwmeester van de Synagoge Neve Shalom in Paramaribo en van vijftig woningen voor boeren-kolonisten op de plantage Voorzorg.

## Privéleven
De vader van Jean François was Andrew Anthony Halfhide, geboren in 1743 in Waltham (Engeland), die zich in 1771 vestigde in Suriname. Hij kreeg een relatie met Affiba (van Halfhide), een slaafgemaakte die rond december 1796 manumissio verkreeg voor haarzelf en haar zoontje Jean François .
Op 5 november 1835 kregen Jean François Halfhide en Francina Maria van der Straten toestemming voor een huwelijk. Het echtpaar had toen al acht kinderen, die geboren waren tussen 1810 en 1831. Rond 1811 woonde het gezin in Paramaribo. Halfhide is in 1854 overleden en zijn echtgenote op 19 oktober 1866.

## Werk
Halfhide werkte als zelfstandige meestermolenmaker en -timmerman op plantages en in Paramaribo.

### Synagoge Neve Shalom

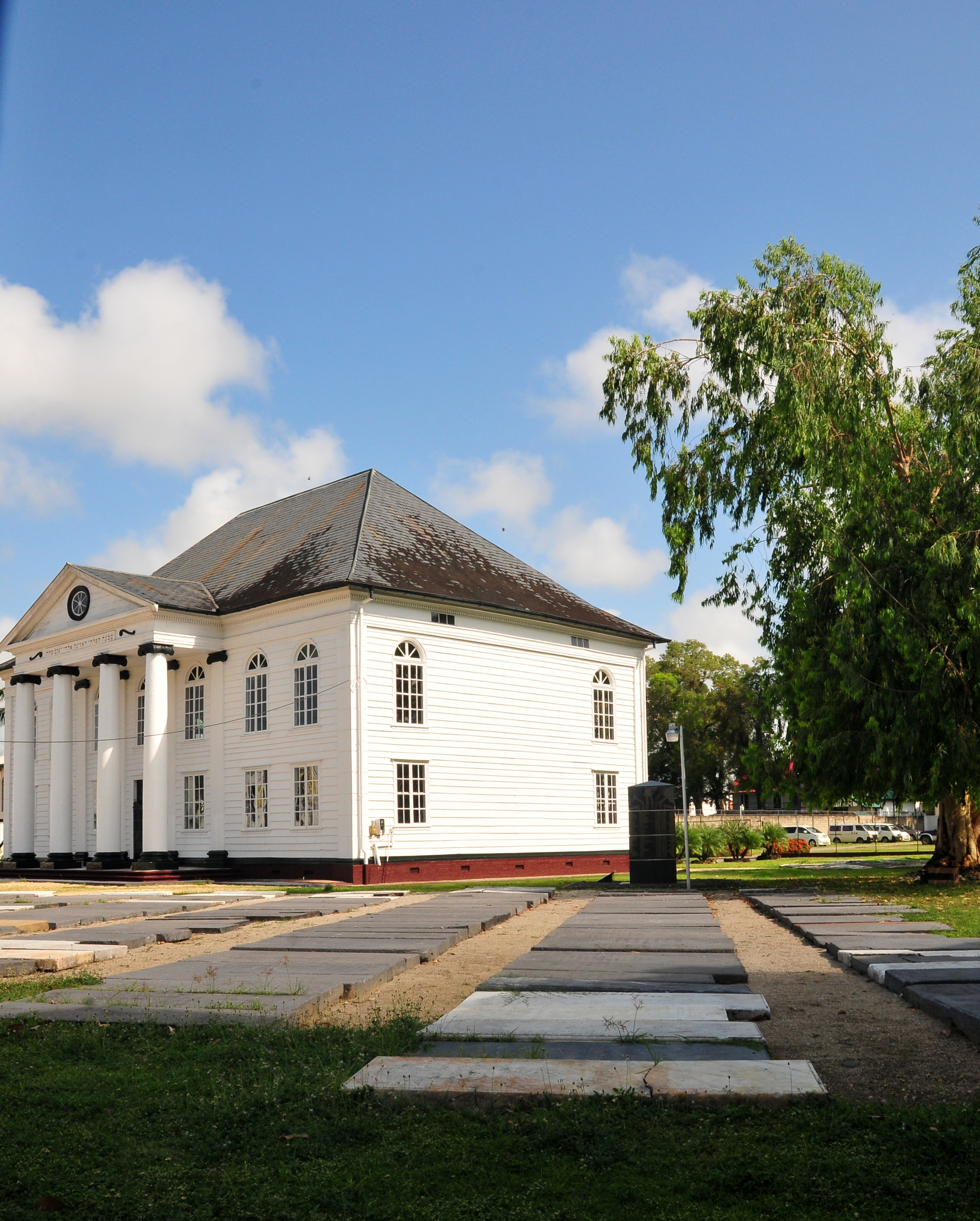
Synagoge Neve Shalom aan de Keizerstraat in Paramaribo (foto 2022)

Een deel van het oude centrum van van Paramaribo moest opnieuw worden opgebouwd na de grote stadsbranden van 1821 en 1832 en Halfhide heeft daar ongetwijfeld een bijdrage aan geleverd. Maar zijn naam als bouwmeester in Paramaribo is alleen bekend van de door hem ontworpen en gebouwde synagoge in de Keizerstraat, gebouwd tussen 1835 en 1837.
In 1833 besloot het bestuur van de Nederlands-Israëlitische gemeente een nieuwe synagoge te laten bouwen. Zij benaderden twee "timmerbazen", Heyman en Halfhide voor een ontwerp en prijsopgave. De voorkeur ging uit naar het plan van Heyman, die zich had laten bijstaan door stadsbouwmeester Charles Roman. De onderhandelingen met hen liepen echter stuk op de prijs; ze wilden niet verder zakken dan 12.500 gulden. Halfhide liet zich onder druk zetten en ging akkoord met 10.000 gulden. De bouw van de synagoge verliep voorspoedig. De deelbetalingen kwamen echter met vertraging binnen en Halfhide, die vijftig man aan het werk had, was genoodzaakt het werk met geleend geld af te maken. 
Tijdens de bouw werd het ontwerp van de synagoge aangepast. De nieuwe stadsbouwmeester Johan August Voigt legde het bestuur een plan voor om een portico met vier zuilen aan het gebouw toe te voegen. De parnassijns omarmden het plan. De bouw werd aan Halfhide gegund, die wederom genoegen nam met een lage aanneemsom. 
Het gebouw werd in 1837 opgeleverd. Over de meerkosten ontstond een geschil dat twee jaar later werd geschikt.

### Woningbouw op de plantage Voorzorg

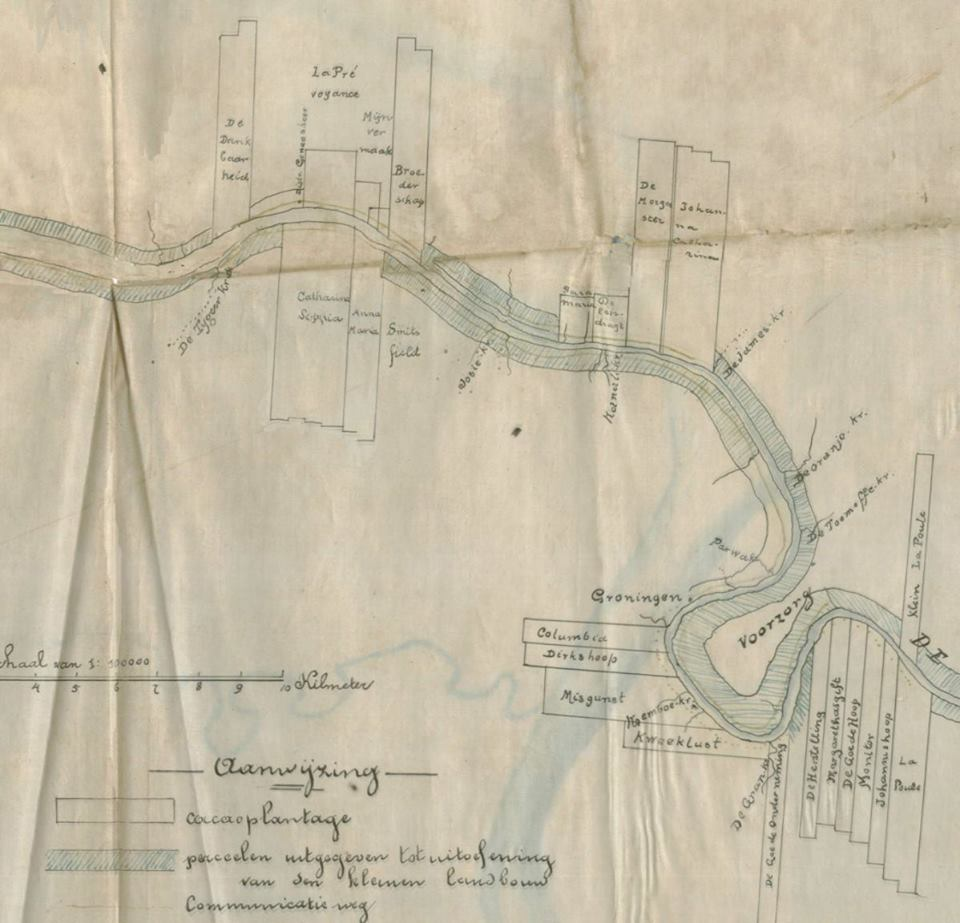
Percelen voor de kleinlandbouw langs de Saramacca bij Voorzorg

Dit is het tweede bouwproject waarvan bekend is dat Halfhide de bouwheer en uitvoerder is. In 1845 werd door het gouvernement een aanbesteding uitgeschreven voor de bouw van vijftig eenvoudige boerenwoningen met bijgebouwen. De huizen waren  bestemd  voor Nederlandse kolonisten afkomstig uit de provincie Groningen, en waren geprojecteerd op het terrein van de gouvernementsplantage Voorzorg aan de Saramacca. Johan August Voigt maakte een plan voor vijftig solide en goed gefundeerde houten huizen en raamde de kosten voor de bouw op 1.000 gulden per woning. De administrateur van financiën vond dit bedrag te hoog. Plannen die uitkwamen op 750 respectievelijk 600 gulden werden eveneens afgekeurd. De opdracht ging uiteindelijk naar Halfhide, die de bouw offreerde voor 500 gulden per woning.
In december 1844 begon Halfhide met zijn assistent Primo aan de bouwwerkzaamheden, maar het werk verliep moeizaam. Aanhoudende regens en problemen met de aanvoer van bouwgereedschap en materialen uit de stad belemmerden de voortgang. De eerste vijftig kolonisten werden verwacht in juni 1845. Er was een bouwtijd van 26 weken gepland voor de bouw van vijftig huizen. Toen de eerste kolonisten op 20 juni 1845 arriveerden waren er slechts 23 woningen van slechte kwaliteit gereed.